# Аутобуско стајалиште
Аутобуско стајалиште је место где се аутобуси заустављају како би путници ушли и изашли из возила . Изградња аутобуских стајалишта има тенденцију да одражава ниво коришћења, где стајалишта на прометним локацијама могу имати надстрешницу, седишта и па и електронске системе за информисање путника ; мање прометна стајалишта могу користити једноставан стуб и знак за означавање локације. Аутобуска стајалишта су, на неким локацијама, груписана у транспортна чворишта, омогућавајући размену између рута са оближњих стајалишта и са другим начинима јавног превоза како би се повећала удобност.

## Врсте услуга
За оперативне сврхе, постоје три главне врсте стајалишта: Редовна стајалишта, на којима аутобус треба да стане без обзира на потребу; оне које захтевају заустављања (или заустављање са заставицом), на којима ће се возило зауставити само на захтев; и стајалишта „стани и вози“, на којима ће се возило зауставити било где дуж одређене деонице пута на захтев.
Одређена заустављања могу бити ограничена на само излажење или само улажење. Нека стајалишта могу бити означена као „тачке за време“, а ако возило иде испред распореда оно ће чекати тамо како би осигурало тачну синхронизацију са редом вожње . У густим урбаним срединама где је промет аутобуса велики,понекад се прескачу ради повећања ефикасности и смањење кашњења на аутобуским станицама. Тарифне се такође могу дефинисати позицијом одређених стајалишта у системима за наплату карата заснованим на удаљености или зонама.

## Историја
Од 17. до 19. века, кочије које су вукли коњи су се саобраћали редовно између многих европских градова, заустављајући се у одређеним гостионицама где су коњи могли да се замене и путници укрцају или изађу, што је у ствари представљало најранији облик аутобуске станице. Ајнџл, Излингтон, прва станица на путу од Лондона до Јорка, био је запажен пример такве гостионице. Место у кочији је обично морало да се резервише унапред.
Џон Гринвуд је отворио прву аутобуску линију у Британији у Манчестеру 1824. године, са фиксном рутом и омогућавајући путницима да се укрцају на захтев успут без резервације. Знаменитости као што су јавне куће, железничке станице и путне раскрснице постале су уобичајена стајалишта.
Обични аутобуси са коњском вучом почели су у Паризу 1828. Џорџ Шилибир је започео своју лондонску коњу Омнибус услугу 1829, возећи између станица у Падингтону (у пабу - Јоршир стинго енгл. The Yorkshire Stingo) и Банке Енглеске према предвиђеној рути и реду вожње. До средине 19. века били су доступни водичи за лондонске аутобуске руте укључујући мапе са рутама и главним станицама. 

## Дизајн
Инфраструктура аутобуских стајалишта се креће од једноставног стуба са знаком, преко рудиментарног надстрешница, до софистицираних структура. Уобичајени минимум је знак постављена на стуб са одговарајућим именом/симболом. Склоништа аутобуских стајалишта могу имати пун или делимичан кров, подупрт двостраном, тространом или четвоространом конструкцијом. Савремена стајалишта су пуке конструкције од челика и стакла/перспекса, иако на другим местима, као што је рурална Британија, стајалишта могу бити од дрвене цигле или бетона. 
Конструкција може укључивати мала уграђена седишта. Конструкција може да садржи рекламе, од једноставних постера, до сложених осветљених, променљивих или анимираних дисплеја. Неке инсталације су такође укључивале интерактивно оглашавање. Оглашавање може бити примарни разлог за склониште, а оглашавање плаћа аутобуско склониште.  Дизајн и конструкција могу бити уједначени да одражавају добављача великих компанија или локалних власти, или инсталације могу бити личније или препознатљивије када је мала локална власт, као што је парохијско веће, одговорна за заустављање. Стајалиште може да садржи посебан улични намештај као што је клупа, расвета и канта за смеће.
Појединачна аутобуска стајалишта могу се једноставно поставити на тротоар поред коловоза, мада се могу поставити и да би се олакшало коришћење брзог аутобуског превоза . Сложеније инсталације могу укључивати изградњу аутобуске скретнице или аутобуске сијалице, из разлога управљања саобраћајем, иако употрба жутих трака може учинити ово непотребним. Неколико аутобуских стајалишта може бити груписано заједно како би се олакшао прелазак између рута. Оне могу бити распоређене у једноставном реду дуж улице, или у паралелним или дијагоналним редовима са више стајалишта. Групе аутобуских стајалишта могу бити саставни део транспортних чворишта . Са додатним садржајима као што су чекаоница или канцеларија за продају карата, спољашње групе аутобуских стајалишта могу се класификовати као рудиментарне аутобуске станице .
Конвенција је обично да се аутобус повуче у равни са 'заставом', иако у областима са мешовитим предњим и задњим улазним аутобусима, као што је Лондон, заустављање главе, а ређе и задње заустављање, указује возачу да ли треба да заустави аутобус са задњом платформом или кабином возача у равни са заставом. 
У појединим областима, зона пута поред аутобуског стајалишта може бити посебно обележена и законом заштићена. Често возачи аутомобила могу бити несвесни правних последица заустављања или паркирања на аутобуској станици. 
У системима брзог аутобуског превоза, аутобуска стајалишта могу бити сложенија од уличних аутобуских стајалишта и могу се назвати 'станицама' како би се одразила ова разлика. Они могу имати затворене просторе како би се омогућило наплату карата ван аутобуса за брзо укрцавање и да су размакнуте даље као трамвајске станице. Аутобуска стајалишта на аутобуској линији брзог транзита могу такође имати сложенију конструкцију која омогућава равне платформе за укрцавање и врата која одвајају ограђени простор од аутобуса док нису спремни за укрцавање.

## Информације
Већина аутобуских стајалишта је идентификована металним знаком причвршћеним за стуб. Нека стајалишта су пластичне траке причвршћене за стубове, а друга укључују знак причвршћен за аутобуско стајаиште. Знакови се често поистовећују са сликом аутобуса и/или речима „аутобуско стајалиште“ на одговарајућем језику.
„Знак“ аутобуског стајалишта (панел који обично излази са врха стуба аутобуске станице) понекад ће садржати бројеве рута свих аутобуса који позивају на стајалишту, опционо разликују честе, ретке, 24-часовне и ноћне услуге. Застава такође може да приказује лого доминантног аутобуског оператера или лого локалне транзитне власти која је одговорна за аутобуске услуге у тој области. Додатне информације могу укључивати недвосмислено, јединствено име за стајалиште и правац/заједничку дестинацију већине рута за позивање.
Аутобуска стајалишта ће често имају информације о реду вожње, било пуни ред вожње, или за прометније руте, времена или фреквенцију које ће аутобус позивати на одређеној станици. Мапе рута и информације о тарифама се такође могу обезбедити, као и бројеви телефона релевантних служби за информације о путовању.
Стајалиште такође може да садржи, или да има у близини, приказе информација у реалном времену са временима доласка следећих аутобуса. Технологија мобилних телефона се све више помиње на удаљенијим стајалиштима, омогућавајући да се следећа аутобуска времена шаљу на слушалицу путника на основу локације станице и информација у реалном времену. На прометним станицама могу бити обезбеђене аутоматизоване машине за продају карата .